# Карабай-Шемурша
Караба́й-Шемурша́ (рос. Карабай-Шемурша, чув. Карапай Шăмăршă) — присілок у складі Шемуршинського району Чувашії, Росія. Адміністративний центр Карабай-Шемуршинського сільського поселення.
Населення — 1090 осіб (2010; 1068 у 2002).
Національний склад:
- чуваші — 98 %